# Liste von Zuflüssen der Mosel
Die Liste von Zuflüssen der Mosel enthält die Zuflüsse der Mosel, eines großen linken Nebenflusses des Rheins.

## Die größten Moselzuflüsse
Die 20 größten direkten Nebenflüsse tragen zum Einzugsgebiet der Mosel von insgesamt 28.153 km² etwa 82 Prozent bei, nämlich circa 23.000 km².
| Reihen- folge | Name        | Mündungsseite | Länge (km) | Einzugsgebiet (km²) | Abfluss (m³/s) |
| ------------- | ----------- | ------------- | ---------- | ------------------- | -------------- |
| 01            | Moselotte   | rechts        | 048        | 0356                | 13,7           |
| 02            | Vologne     | rechts        | 050        | 0369                | 09,7           |
| 03            | Durbion     | rechts        | 035        | 0145                | 02,0           |
| 04            | Madon       | links         | 097        | 1032                | 11,1           |
| 05            | Meurthe     | rechts        | 160        | 3085                | 41,1           |
| 06            | Terrouin    | links         | 030        | 0171                | 00,7           |
| 07            | Esch        | links         | 046        | 0239                | 01,5           |
| 08            | Rupt de Mad | links         | 055        | 0385                | 03,7           |
| 09            | Seille      | rechts        | 138        | 1348                | 10,5           |
| 10            | Orne        | links         | 086        | 1268                | 12,4           |
| 11            | Syr         | links         | 032        | 0207                | 01,9           |
| 12            | Sauer       | links         | 173        | 4259                | 53,8           |
| 13            | Saar        | rechts        | 246        | 7431                | 78,2           |
| 14            | Ruwer       | rechts        | 049        | 0237                | 02,7           |
| 15            | Kyll        | links         | 142        | 0849                | 10,2           |
| 16            | Salm        | links         | 063        | 0299                | 02,0           |
| 17            | Dhron       | rechts        | 036        | 0319                | 01,9           |
| 18            | Lieser      | links         | 074        | 0402                | 03,5           |
| 19            | Alf         | links         | 052        | 0358                | 04,5           |
| 20            | Elzbach     | links         | 059        | 0221                | 01,5           |

## Rechte Zuflüsse
Die größeren rechten Zuflüsse sind: 
Hutte, Moselotte, Vologne, Ruisseau le St-Oger, Durbion, Euron, Meurthe, Seille, Bibiche, Canner, Montenach (in Frankreich)
Roderborn, Gehannesbour, Pfaffenbach, Bescher Mühlenbach, Nenniger Graben (im Saarland)
Dilmarbach, Buschbach, Spirzingerbach, Wincheringener Bach, Rehlinger Graben, Nittelerbach, Niederbach, Kretenbach, Wottelbach, Albach, Fuchsgraben, Saar, Kobenbach, Aulbach, Olewiger Bach, Trierer Stadtbach, Avelsbach, Gruberbach, Meierbach, Ruwer, Kennerbach, Kirscherbach, Longuicher Bach, Feller Bach, Molesbach, Schantelbach, Dhron, Fuchsbach, Rondelbach, Frohnbach, Veldenzer Bach, Goldbach, Tiefenbach, Böngertsbach, Wolfer Mühlenbach, Kautenbach, Großbach, Manteneubelsbach, Briedeler Bach, Altlayer Bach, Zellerbach, Merler Bach, Thalbach, Neefer Bach, Löscherbach, Talbach, Beilsteiner Flüsschen, Bach vom Vogelskopf, Mathieliger Graben, Wingertsgraben, Domseifen, Labersbach, Flaumbach, Lützbach, Baybach, Ehrbach, Brodenbach, Alkener Bach, Aspeler Bach, Konderbach (in Rheinland-Pfalz)

## Linke Zuflüsse
Die größeren linken Zuflüsse sind: 
Sèchenat, Lamerey, Noiregoutte, Ruisseau des Charbonniers, Ruisseau de Faigne, Ruisseau de la Prele, Ruisseau de Longiligoutte, Ruisseau de Couard, Ruisseau de l’Etat, Ruisseau de Ramonchamp,  Ruisseau de Xoarupt, Niche, Avière, Madon, Arot, Bouvade, Terrouin, Esch, Rupt de Mad, Gorze, Billeron, Orne, Fensch, Kiesel, Boler, Gander (in Frankreich)
Aalbach, Donwerbach, Kelsbaach, Gehaansbaach, Syr (in Luxemburg)
Sauer (Gemeinschaftliches deutsch-luxemburgisches Hoheitsgebiet)
Dürrbach, Stubach, Zewenerbach, Eurenerbach, Irrbach, Sirzenicher Bach, Biewerbach, Kyll, Quintbach, Merzbach, Ermesgraben, Föhrenbach, Landwehrgraben, Mehringer Mühlenbach, Elsbach, Enscher Dorfbach, Kautenbach, Kahlenbach, Salm, Zweibach, Dreisbach, Lieser, Wiesgraben, Bach aus dem Wehlener Wald, Willersbach, Burgerbach, Pfahlbach, Alf, Gailbach, Ellerbach, Ediger Bach, Bach vom Molkenborn, Kraklebach, Ebernacherbach, Brauhecker Bach, Endert, Kaderbach, Dortebach, Fellerbach, Schilzergraben, Obelergraben, Pommerbach, Brohlbach, Krailsbach, Elz, Krebsbach, Elberbach, Schrumpfbach, Alzbach, Kehrbach, Flachsbach, Nothbach, Solligerbach, Hohesteinsbach, Langentalbach, Weilsbornbach, Schleiderbach (in Rheinland-Pfalz)

## Karten zum Einzugsgebiet

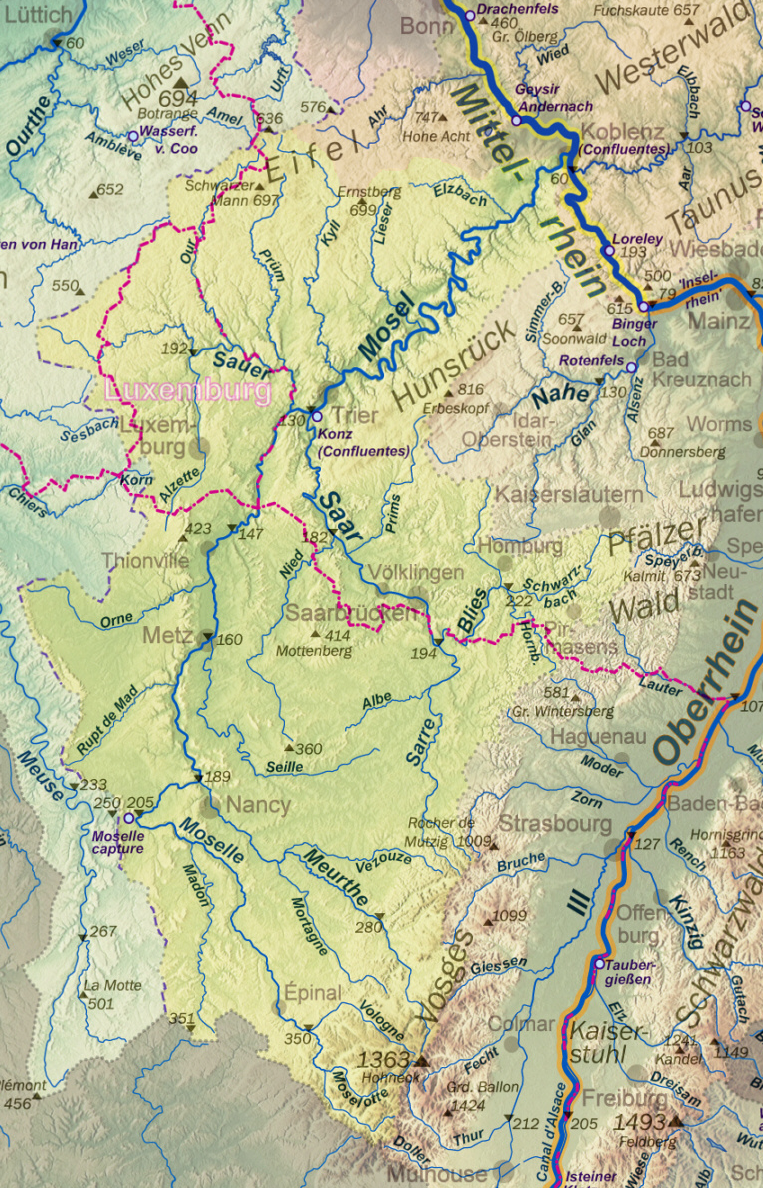
Moseleinzugsgebiet
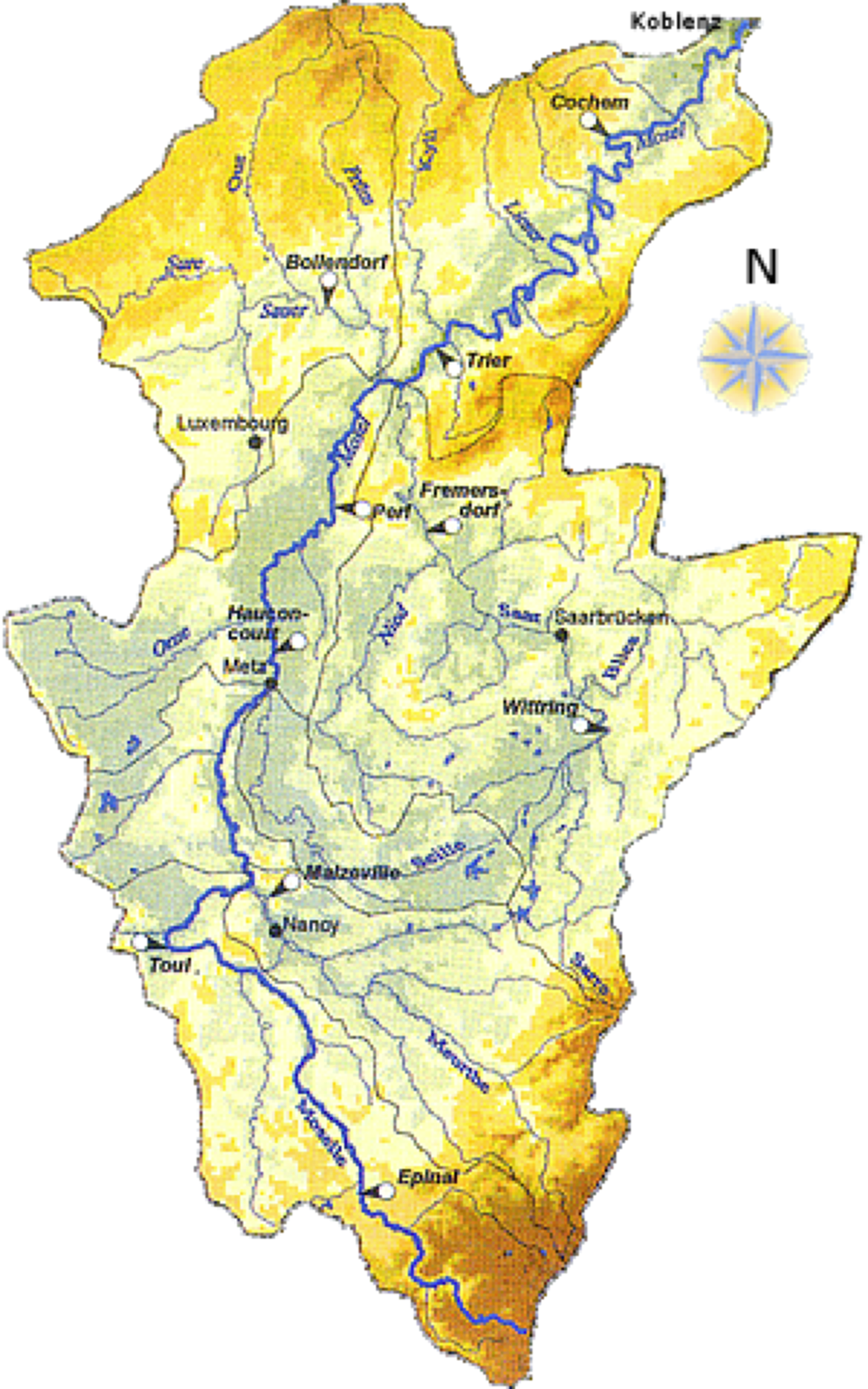
Reliefkarte

## Belege
- GeoExplorer der Wasserwirtschaftsverwaltung Rheinland-Pfalz (Hinweise)
- Geoportal Saarland Kartenviewer für das Saarland (Hinweise)
- Geoportail (französisch)
- Eau Geoportal Luxembourg

- Karte mit allen verlinkten Seiten:
- OSM |
- WikiMap